# عبدالرحمن الکحیلی
عبدالرحمن الکحیلی (عربی: عبد الرحمن الكحيلي؛ زادهٔ ۲۰ اکتبر ۱۹۸۵) بازیکن فوتبال اهل عربستان سعودی است.
از باشگاه‌هایی که در آن بازی کرده‌است می‌توان به باشگاه فوتبال الانصار عربستان سعودی اشاره کرد.